# Java-eiland
Java-eiland (en français : « Île de Java ») est un quartier de l'arrondissement Oost d'Amsterdam, aux Pays-Bas. Il fait partie du district de l'Oostelijk Havengebied (« Docklands de l'Est ») et se trouve sur une île artificielle, dont il occupe la moitié occidentale, la moitié orientale étant couverte par le quartier de KNSM-eiland.
Le quartier est baptisé en mémoire de l'une des îles de la Sonde, Java, qui est l'une des principales îles de l'ancienne colonie Indes orientales néerlandaises. Il est relié au Piet Heinkade par le Jan Schaeferbrug. Aménagé au cours du XXe siècle, il est délimité par le Javakade au sud, et le Sumatrakade au nord.

## Histoire

Vue des îles et quartiers de l'Oostelijk Havengebied. Java-eiland se trouve au nord.

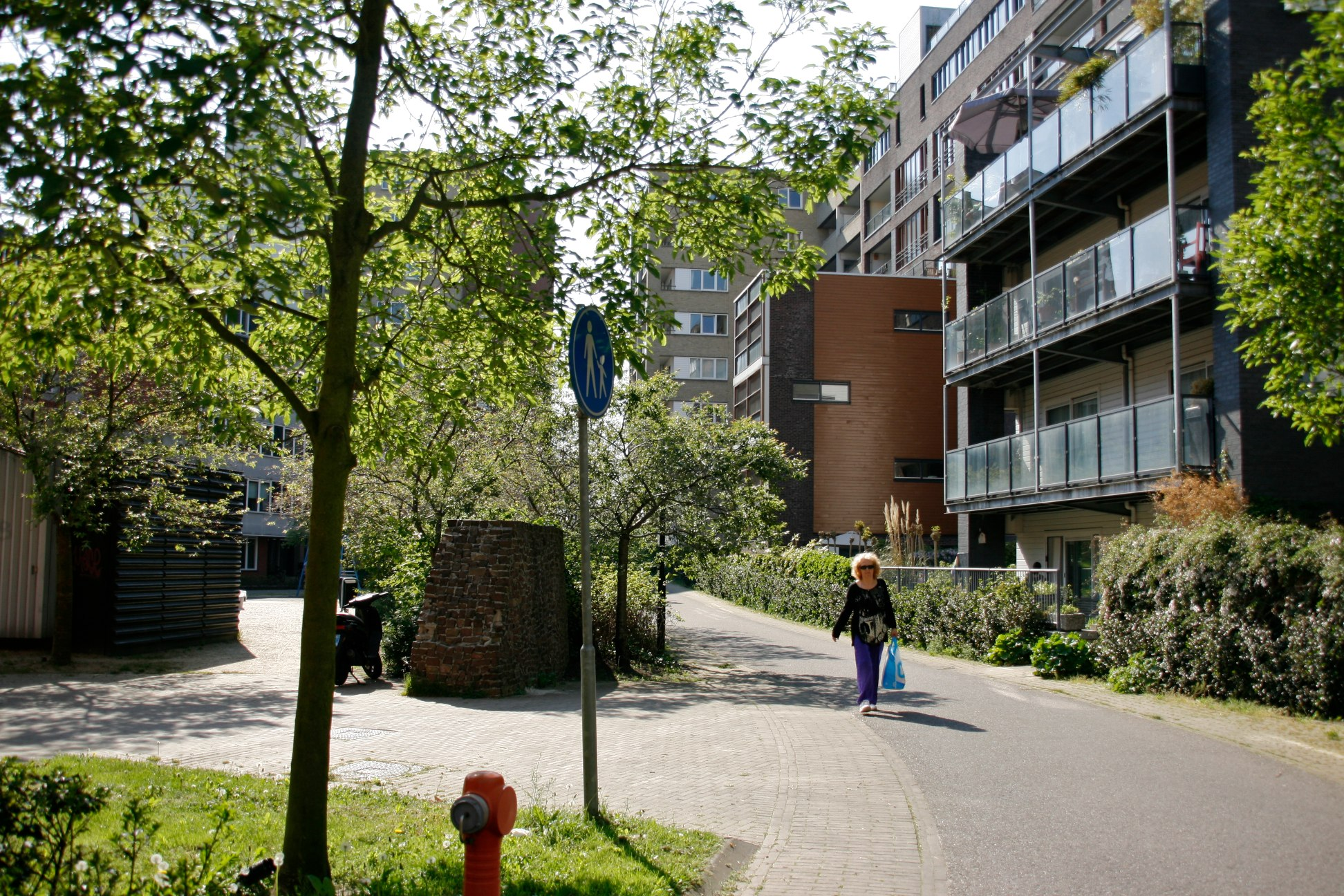
Appartements sur la nouvelle île de Java.

Considérée comme « une réplique miniature de l'Amsterdam du XVIIe siècle », l'île est traversée par quatre canaux transversaux enjambés par neuf ponts dessinés par Guy Rombouts et Monika Droste. À l'origine, l'île artificielle servait à protéger l'Oostelijke Handelskade des vagues, tout comme KNSM-eiland, quartier situé plus à l'est.
La partie d'île est par la suite agrandie avec la construction de l'IJkade, puis rehaussée avec du remblai provenant du canal de la Mer du Nord. La Stoomvaart-Maatschappij Nederland, qui exploitait des lignes en direction des Indes orientales néerlandaises s'installe dans l'espace portuaire aux côtés d'autres entreprises. À la suite de la Seconde Guerre mondiale, puis dans les années 1950, la décolonisation néerlandaise fait diminuer fortement l'activité de commerce avec l'Orient.
Dans les années 1980, de nombreux artistes, squatteurs et autres nomades s'installent dans le quartier. Le nom de Java-eiland est donné au quartier dans les années 1990, lorsque des projets de développement immobilier sont mis en place. En 2004, la ligne 10 du tramway d'Amsterdam est prolongée jusqu'à la station Azartplein dans le quartier, à la bordure avec KNSM-eiland, avant que la réorganisation des lignes de tramway de 2018 ne mène à l'arrivée de la ligne 7 en lieu et place de la ligne 10. En 2017, le quartier compte 3 215 habitants.